# Oxford, Alabama
Oxford är en stad (city) i Calhoun County, och  Talladega County, i delstaten Alabama, USA. Enligt United States Census Bureau har staden en folkmängd på 21 221 invånare (2011) och en landarea på 79,4 km².

## Kända personer från Oxford
- Kwon Alexander, utövare av amerikansk fotboll